# Fred Rompelberg
Fred Rompelberg, né le 30 octobre 1945 à Maastricht, est un cycliste néerlandais qui est réputé en particulier pour ses 10 records du monde de vitesse derrière des engins lourds[réf. nécessaire], et aussi pour avoir essayé de nombreuses fois de battre le record inconditionnel du monde de vitesse à vélo. Le 3 octobre 1995, il a parcouru derrière un dragster, les plaines de Bonneville Salt Flats, près de Salt Lake City en Utah, à une vitesse de 268,831 kilomètres à l'heure. C'est resté un record du monde pendant 23 ans, avant d'être battu le 16 septembre 2018 par Denise Mueller-Korenek.
Rompelberg a pulvérisé le record du monde de vitesse sur 2 roues derrière des engins lourds (268,8 km/h) et a été champion des Pays-Bas en 1977.